# Store danske videnskabsfolk
Store danske videnskabsfolk er en dansk tv-serie, der i hvert afsnit fortæller historien om store danske videnskabsfolk, der var med til at forandre verden. Første sæson i serien blev sendt med et ugentligt afsnit fra onsdag den 4. februar 2015 på DR K og bestod af seks afsnit. Værten er Johan Olsen, der er selv er biokemiker og rockmusiker.
Første sæson beskrev Niels Bohr, Niels Steensen, H.C. Ørsted, Inge Lehmann, August Krogh og Tycho Brahe. 
I oktober 2015 blev endnu en sæson annonceret på DRK. Videnskabsfolk i anden sæson blev sendt fra november 2016, og omhandlede Ole Rømer, Peter Wilhelm Lund, Niels Finsen, Peter Panum, Ebba Lund og Willi Dansgaard.
Serien er blevet rost for dens usædvanlige formgreb, hvor værten møder og taler med danske videnskabsfolk på tværs af tidsaldre, og den tidligere forskningsminister Sofie Carsten Nielsen har rost serien for dens formidlingskvalitet. Serien blev bl.a. nomineret til flere priser ved TV Prisen og modtog tre gulddelfiner ved Cannes TV Awards.

## Priser og nomineringer
- 2015 – Nomineret til TV Prisen for "Bedste foto".[7]
- 2015 – Vinder af gulddelfin ved Cannes TV Awards for "Bedste videnskabsprogram".[8]
- 2015 – Vinder af gulddelfin ved Cannes TV Awards for "Bedste doku-drama".[8]
- 2016 – Vinder af Special Jury Award ved Houston International Film Festival – WorldFest. [9]
- 2016 – Vinder af sølvpris ved New York Festivals International TV & Film Awards for "Bedste videnskabsprogram". [9]
- 2017 – Vinder af gulddelfin ved Cannes TV Awards for "Bedste doku-drama".[10]
- 2017 – Vinder af sølvdelfin ved Cannes TV Awards for "Bedste videnskabsprogram".[10]
- 2018 – Nomineret til TV Prisen for "Bedste faktaserie".[11]
- 2018 – Nomineret til TV Prisen for "Bedste nyskabelse fakta".[11]
- 2018 – Special mention ved SCI-DOC European Science TV and New Media Festival [12]